# Division Élite 2014
La Division Élite 2014 è la 33ª edizione del campionato di football americano di primo livello, organizzato dalla FFFA.

## Squadre partecipanti
| Club                           | Città               | Stadio | Sponsor ufficiale | Risultato nella stagione 2013 |
| ------------------------------ | ------------------- | ------ | ----------------- | ----------------------------- |
| Black Panthers de Thonon       | Thonon-les-Bains    |        |                   |                               |
| Centurions de Nîmes            | Nîmes               |        |                   |                               |
| Cougars de Saint-Ouen-l'Aumône | Saint-Ouen-l'Aumône |        |                   |                               |
| Dauphins de Nice               | Nizza               |        |                   |                               |
| Flash de La Courneuve          | La Courneuve        |        |                   |                               |
| Kangourous de Pessac           | Pessac              |        |                   |                               |
| Météores de Fontenay-sous-Bois | Fontenay-sous-Bois  |        |                   |                               |
| Molosses d'Asnières            | Asnières-sur-Seine  |        |                   |                               |
| Templiers d'Élancourt          | Élancourt           |        |                   |                               |

## Stagione regolare

### Calendario

#### 1ª giornata
| 22 febbraio 2014 | Kangourous de Pessac | 21 – 59 (0-7 7-28 0-9 14-15) | Templiers d'Élancourt |  |

| 22 febbraio 2014 | Centurions de Nîmes | 14 – 26 (6-0 0-18 0-8 8-0) | Flash de La Courneuve |  |

| 23 febbraio 2014 | Météores de Fontenay-sous-Bois | 6 – 54 (6-13 0-14 0-13 0-14) | Black Panthers de Thonon |  |

| 23 febbraio 2014 | Molosses d'Asnières | 13 – 10 (0-10 7-0 6-0 0-0) | Dauphins de Nice |  |

#### 2ª giornata
| 1º marzo 2014 | Dauphins de Nice | 25 – 33 | Black Panthers de Thonon |  |

| 1º marzo 2014 | Templiers d'Élancourt | 21 – 7 (7-0 7-0 0-7 7-0) | Molosses d'Asnières |  |

| 2 marzo 2014 | Cougars de Saint-Ouen-l'Aumône | 39 – 24 (7-14 8-0 7-0 17-10) | Flash de La Courneuve |  |

| 2 marzo 2014 | Kangourous de Pessac | 3 – 0 | Météores de Fontenay-sous-Bois |  |

#### 3ª giornata
| 15 marzo 2014 | Météores de Fontenay-sous-Bois | 7 – 31 (6-13 0-14 0-13 0-14) | Dauphins de Nice |  |

| 15 marzo 2014 | Flash de La Courneuve | 36 – 0 (7-0 23-0 6-0 0-0) | Kangourous de Pessac |  |

| 15 marzo 2014 | Black Panthers de Thonon | 39 – 37 (7-7 20-10 12-7 0-13) | Cougars de Saint-Ouen-l'Aumône |  |

| 15 marzo 2014 | Templiers d'Élancourt | 28 – 0 (6-0 7-0 0-0 15-0) | Centurions de Nîmes |  |

#### 4ª giornata
| 22 marzo 2014 | Flash de La Courneuve | 20 – 20 (0-7 13-6 7-0 0-7) | Black Panthers de Thonon |  |

| 22 marzo 2014 | Templiers d'Élancourt | 25 – 7 (12-0 6-0 7-7 0-0) | Dauphins de Nice |  |

| 23 marzo 2014 | Météores de Fontenay-sous-Bois | 20 – 28 (14-0 6-21 0-0 0-7) | Cougars de Saint-Ouen-l'Aumône |  |

| 23 marzo 2014 | Molosses d'Asnières | 35 – 8 (0-0 21-6 7-0 7-2) | Centurions de Nîmes |  |

#### 5ª giornata
| 5 aprile 2014 | Flash de La Courneuve | 34 – 20 (14-7 13-6 7-7 0-0) | Templiers d'Élancourt |  |

| 5 aprile 2014 | Black Panthers de Thonon | 52 – 7 | Kangourous de Pessac |  |

| 5 aprile 2014 | Centurions de Nîmes | 19 – 26 (0-7 7-6 0-7 12-6) | Dauphins de Nice |  |

| 6 aprile 2014 | Cougars de Saint-Ouen-l'Aumône | 21 – 30 (0-3 7-14 7-6 7-7) | Molosses d'Asnières |  |

#### 6ª giornata
| 12 aprile 2014 | Dauphins de Nice | 32 – 29 (7-0 12-7 13-8 0-14) | Flash de La Courneuve |  |

| 12 aprile 2014 | Kangourous de Pessac | 22 – 24 (6-0 14-6 0-6 2-12) | Centurions de Nîmes |  |

| 12 aprile 2014 | Templiers d'Élancourt | 0 – 18 (a tavolino) | Cougars de Saint-Ouen-l'Aumône |  |

| 12 aprile 2014 | Molosses d'Asnières | 41 – 8 (20-0 0-0 13-0 8-8) | Météores de Fontenay-sous-Bois |  |

#### 7ª giornata
| 26 aprile 2014 | Black Panthers de Thonon | 28 – 20 (7-0 7-7 7-6 7-7) | Templiers d'Élancourt |  |

| 26 aprile 2014 | Dauphins de Nice | 48 – 34 (13-7 15-13 13-6 7-8) | Cougars de Saint-Ouen-l'Aumône |  |

| 26 aprile 2014 | Kangourous de Pessac | 29 – 53 (7-6 9-14 7-12 6-21) | Molosses d'Asnières |  |

| 26 aprile 2014 | Centurions de Nîmes | 34 – 8 (20-0 7-0 7-8 0-0) | Météores de Fontenay-sous-Bois |  |

#### 8ª giornata
| 3 maggio 2014 | Centurions de Nîmes | 7 – 27 | Black Panthers de Thonon |  |

| 4 maggio 2014 | Cougars de Saint-Ouen-l'Aumône | 73 – 0 (21-0 24-0 14-0 14-0) | Kangourous de Pessac |  |

| 4 maggio 2014 | Météores de Fontenay-sous-Bois | 6 – 38 | Templiers d'Élancourt |  |

| 4 maggio 2014 | Molosses d'Asnières | 12 – 42 (6-14 6-7 0-7 0-14) | Flash de La Courneuve |  |

#### 9ª giornata
| 10 maggio 2014 | Black Panthers de Thonon | 37 – 27 | Molosses d'Asnières |  |

| 10 maggio 2014 | Dauphins de Nice | 52 – 0 (18-0 28-0 6-0 0-0) | Kangourous de Pessac |  |

#### 10ª giornata
| 17 maggio 2014 | Flash de La Courneuve | 35 – 7 (14-7 7-0 7-0 7-0) | Météores de Fontenay-sous-Bois |  |

| 18 maggio 2014 | Cougars de Saint-Ouen-l'Aumône | 62 – 37 | Centurions de Nîmes |  |

### Classifiche
Le classifiche della regular season sono le seguenti:
- PCT = percentuale di vittorie, G = partite giocate, V = partite vinte,  P = partite perse, PF = punti fatti, PS = punti subiti

#### Girone Nord
| Pos. | Squadra                        | PCT  | G | V | N | P | PF  | PS  |
| ---- | ------------------------------ | ---- | - | - | - | - | --- | --- |
| 1    | Flash de La Courneuve          | .688 | 8 | 5 | 1 | 2 | 246 | 144 |
| 2    | Molosses d'Asnières            | .625 | 8 | 5 | 0 | 3 | 218 | 176 |
| 3    | Cougars de Saint-Ouen-l'Aumône | .625 | 8 | 5 | 0 | 3 | 312 | 198 |
| 4    | Templiers d'Élancourt          | .625 | 8 | 5 | 0 | 3 | 211 | 121 |
| 5    | Météores de Fontenay-sous-Bois | .000 | 8 | 0 | 0 | 8 | 62  | 264 |

#### Girone Sud
| Pos. | Squadra                  | PCT  | G | V | N | P | PF  | PS  |
| ---- | ------------------------ | ---- | - | - | - | - | --- | --- |
| 1    | Black Panthers de Thonon | .600 | 8 | 7 | 1 | 0 | 290 | 149 |
| 2    | Dauphins de Nice         | .625 | 8 | 5 | 0 | 3 | 231 | 160 |
| 3    | Centurions de Nîmes      | .250 | 8 | 2 | 0 | 6 | 143 | 234 |
| 4    | Kangourous de Pessac     | .125 | 8 | 1 | 0 | 7 | 82  | 349 |

## Playoff e playout

### Tabellone
|  | Semifinali | Semifinali               | Semifinali |                     |    | XX Casque de Diamant     | XX Casque de Diamant | XX Casque de Diamant |  |
|  |            |                          |            |                     |    |                          |                      |                      |  |
|  | 1S         | Black Panthers de Thonon | 38         |                     |    |                          |                      |                      |  |
|  | 1S         | Black Panthers de Thonon | 38         |                     |    |                          |                      |                      |  |
|  | 2S         | Dauphins de Nice         | 0          |                     |    |                          |                      |                      |  |
|  | 2S         | Dauphins de Nice         | 0          |                     | 1S | Black Panthers de Thonon | 35                   |                      |  |
|  |            |                          |            |                     | 1S | Black Panthers de Thonon | 35                   |                      |  |
|  |            |                          | 2N         | Molosses d'Asnières | 34 |                          |                      |                      |  |
|  | 1N         | Flash de La Courneuve    | 2N         | Molosses d'Asnières | 34 | 15                       |                      |                      |  |
|  | 1N         | Flash de La Courneuve    |            |                     |    |                          |                      |                      |  |
|  | 2N         | Molosses d'Asnières      | 18         |                     |    |                          |                      |                      |  |

### Playout
| 14 giugno 2014 | Templiers d'Élancourt | 24 – 13 | Spartiates d'Amiens |  |

| 15 giugno 2014 | Kangourous de Pessac | 22 – 37 | Argonautes d'Aix-en-Provence |  |

### Semifinali
| Thonon-les-Bains 21 giugno 2014 | Black Panthers de Thonon | 38 – 0 | Dauphins de Nice |  |

| La Courneuve 21 giugno 2014 | Flash de La Courneuve | 15 – 18 | Molosses d'Asnières |  |

### XX Casque de Diamant
| Parigi 28 giugno 2014 | Black Panthers de Thonon | 35 – 34 | Molosses d'Asnières | Stadio Sébastien Charléty (2000 spett.) |

## Verdetti
- Black Panthers de Thonon Campioni della Francia 2014 (2º titolo)
- Kangourous de Pessac e  Météores de Fontenay-sous-Bois retrocessi in Division 2